# Könchog Yenlag
Könchog Yenlag (1525-1583) was een Tibetaans tulku. Hij was de vijfde shamarpa, een van de invloedrijkste geestelijk leiders van de karma kagyütraditie in het Tibetaans boeddhisme en van de kagyütraditie in het algemeen.